# 1960 en Italie
Chronologie de l'Italie
- 1956
- 1957
- 1958
- 1959
- 1960
- 1961
- 1962
- 1963
- 1964

Cette page concerne l'année 1960 du calendrier grégorien.

## Événements
- 10 janvier : première diffusion de l'émission radiophonique Tutto il calcio minuto per minuto sur Rai Radio 1 à Milan[1].
- 11 janvier : le Financial Times attribue l'Oscar des monnaies à la lire[2].

- 6 - 11 février : voyage officiel du président de la République Giovanni Gronchi en Union soviétique[2].

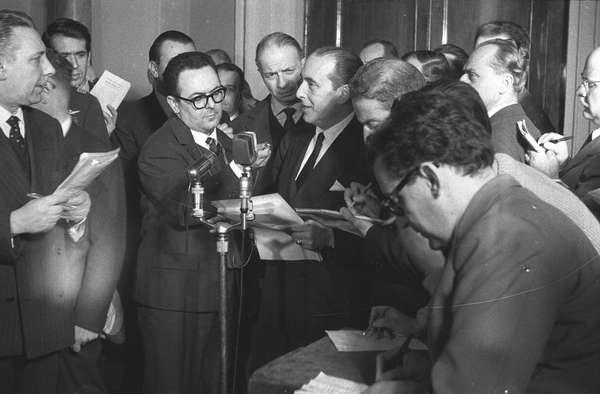
Fernando Tambroni devant les journalistes lors de la formation du nouveau gouvernement.

- 24 février : privé de l’appui du Parti libéral qui voulait obliger la DC à un choix clairement centriste, le président du Conseil Antonio Segni démissionne et est remplacé par Fernando Tambroni qui constitue un gouvernement DC homogène (25 mars)[3].
- 11-22 avril : crise politique lorsque l’alliance objective entre DC et néo-fascistes apparaît trop ouvertement[2] ;  Aldo Moro, secrétaire général de la DC, envisage sous l’influence de Fanfani l’ouverture du gouvernement à gauche. Des expériences de gouvernement de centre gauche ont lieu au niveau municipal à Milan, Gênes, Florence. L’Église et l’Action catholique de Gedda font pression sur Aldo Moro pour stopper le processus. Le président de la République Giovanni Gronchi renvoie Tambroni à la Chambre bien qu’il n’ait pas été désigné par la majorité du Parlement. Mais il échoue dans sa tentative de donner à la Constitution une interprétation présidentielle.
- 27 juin : l'intervention de la police fait 30 blessés à Palerme lors de la grève générale convoquée par la Confédération générale italienne du travail, la CISL et l'UIL pour réclamer des mesures en faveur de l'économie de la ville[4].
- 30 juin - 6 juillet : le Mouvement social italien, de tendance néo-fasciste, ayant convoqué son congrès national à Gênes pour le début de juillet, la Confederazione Generale Italiana del Lavoro, de tendance socialiste et communiste, proclame une grève générale dans la ville. Le MSI renonce à la convocation de son congrès, mais cela n’empêche pas une seconde manifestation à Gênes le 2 juillet, donnant lieu à des heurts violents avec la police. Une série de manifestations ébranle le pays dont la principale, à Rome le 6 juillet, est dispersée par une charge de carabiniers à cheval. Des violences font une dizaine de morts[5].
- 1er juillet : fin du mandat de l'ONU de l'Italie sur la Somalie italienne[6].

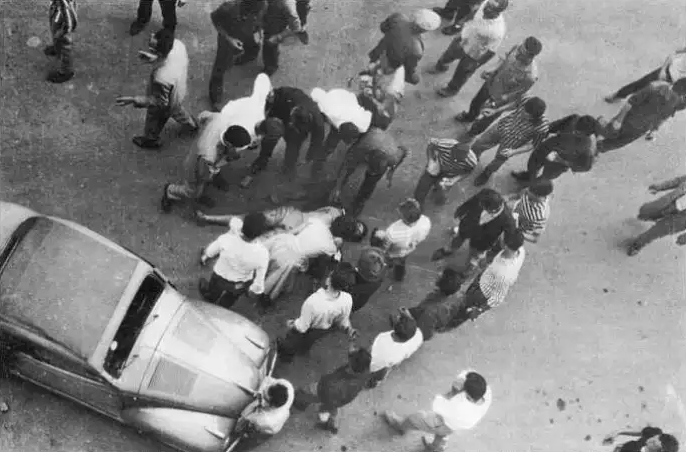
Lauro Farioli, 21 ans, tué par la police à Reggio d'Émilie.

- 7 juillet : cinq ouvriers sont tués lors d'affrontements entre la police et les ouvriers  à Reggio d'Émilie[7].
- 19 juillet : après de violentes manifestations à Reggio d'Émilie, Palerme et Catane, le gouvernement Tambroni doit démissionner[7].
- 26 juillet : Amintore Fanfani forme son troisième gouvernement avec l’appui des républicains et des sociaux-démocrates[8]. Les socialistes s’abstiennent.

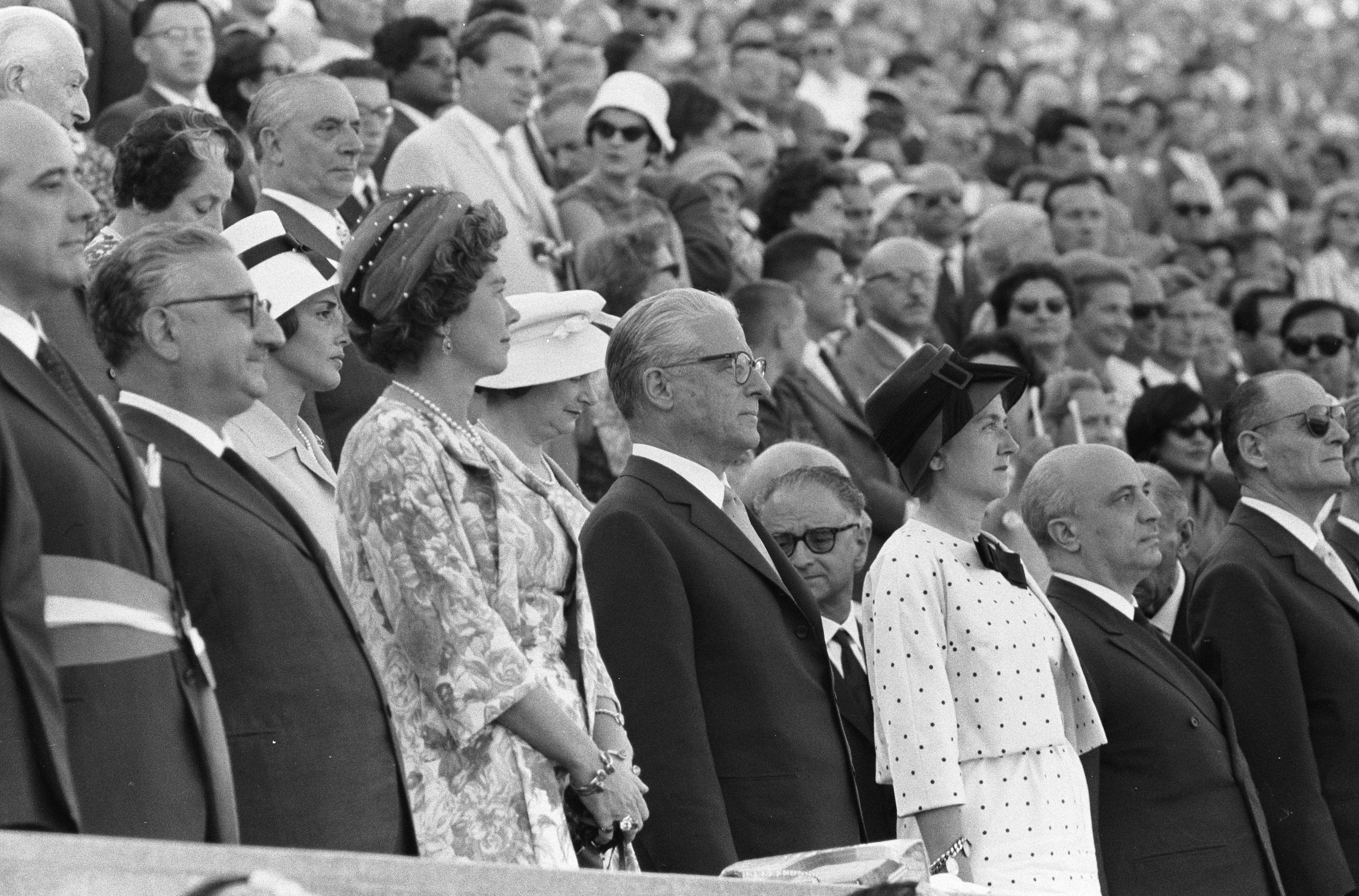
Ouverture des Jeux olympiques à Rome par le président Gronchi.

- 25 août-11 septembre : Jeux olympiques d'été à Rome[6].
- 18-25 septembre : premiers Jeux paralympiques à Rome[9].
- 19 septembre : des pluies torrentielles sur les Alpes causent la mort de 39 personnes dans le nord de l'Italie[10].

- Deux millions d’automobiles en circulation.

## Culture
- 13 octobre : Il Pigmalione, opéra de Gaetano Donizetti (écrit en 1816), est créé à Bergame.

### Cinéma
- 30 juillet : 5e cérémonie des David di Donatello.
- Box-office Italie 1960-1961.

#### Films italiens sortis en 1960
- 5 février : La dolce vita, film italo-français réalisé par Federico Fellini.
- 6 septembre : Rocco e i suoi fratelli (Rocco et ses frères), film franco-italien de Luchino Visconti

#### Autres films sortis en Italie en 1960
- 12 novembre : Un Amore a Roma (L'Inassouvie), film franco-germano-italien de Dino Risi

## Palmarès
- Lion d'or pour le meilleur film : Le Passage du Rhin d'André Cayatte
- Coupe Volpi pour la meilleure interprétation masculine : John Mills pour Les Fanfares de la gloire (Tunes of Glory) de Ronald Neame
- Coupe Volpi pour la meilleure interprétation féminine : Shirley MacLaine pour La Garçonnière (The Apartment) de Billy Wilder

### Littérature

#### Livres parus en 1960
- Carlo Cassola : La ragazza.
- Alberto Moravia : L'Ennui (Éditions Bompiani).
- Vasco Pratolini : Lo scialo.

#### Prix et récompenses
- Prix Strega : Carlo Cassola, La ragazza di Bube (Einaudi)
- Prix Bagutta : Enrico Emanuelli, Uno di New York, (Mondadori)
- Prix Napoli : Giuseppe Marotta (it), Gli alunni del tempo, (Mondadori)
- Prix Viareggio : Giovanni Battista Angioletti, I grandi ospiti

## Naissances en 1960
- 8 février : Massimo Marino, acteur et animateur de télévision. († 29 avril 2019)
- 27 mai : Antonio Pennarella, acteur. († 24 août 2018)
- 7 août : Giovanni Pistorio, homme politique, sénateur lors des XVe et XVIe législatures de la République italienne.

## Décès en 1960
- 13 janvier : Sibilla Aleramo (Rina Faccio), 83 ans, écrivaine et poétesse. (° 14 août 1876)
- 15 juillet : Anton Giulio Bragaglia, 70 ans, réalisateur de cinéma, homme de théâtre, photographe, scénographe, critique de cinéma et essayiste, lié au courant futuriste italien. (° 11 février 1890)
- 28 octobre : Giovanni Canova, 80 ans, escrimeur, champion olympique (fleuret par équipe) lors des Jeux olympiques de 1920 à Anvers. (° 27 juillet 1880)

- Francesco Agnesotti, 78 ans, peintre. (° 1882)